# Alexander Kronborg Bjerre
Alexander Kronborg Bjerre (...) è un giocatore di football americano danese che gioca come quarterback per i Ravensburg Razorbacks.